# Talend
Talend è un'azienda statunitense di software open source che fornisce servizi e software di integrazione dati, gestione dei dati e big data.
Fu fondata nel 2005 con sede a Redwood City in California, Talend ha uffici in Nord America, Europa e Asia e una rete di partner internazionale.
Per molti anni l'azienda è stata inserita da Gartner nel Magic Quadrant tra i leader mondiale nell'integrazione dei dati.
Nel 2023 è stata acquisita dall'azienda statunitense Qlik.